# Province d'Isernia
La province d'Isernia est une province italienne, constituée en 1970 à la suite de sa séparation de la province de Campobasso. Elle est l'une des deux provinces composant la région Molise. La capitale provinciale est Isernia.